# Mebendazol
Mebendazol – organiczny związek chemiczny, lek przeciwrobaczy stosowany w zarażeniu obleńcami i niektórymi płazińcami.

## Mechanizm działania
Mebendazol powoduje porażenie pasożytów przez selektywne i nieodwracalne zablokowanie transportu glukozy i innych substancji. Jest też trucizną wrzeciona podziałowego, powodującą nondysjunkcję chromosomów.

## Wskazania
Glistnica, włośnica, włosogłówczyca, infestacje tęgoryjca i owsika.

## Działania niepożądane
W zalecanych dawkach zwykle są minimalne; najczęstsze to podrażnienie przewodu pokarmowego. Nie stosuje się mebendazolu w I trymestrze ciąży.

## Przeciwwskazania
W trakcie kuracji lekiem nie należy spożywać alkoholu. Również spożywanie dużej ilości tłustych potraw powoduje zwiększone jego wchłanianie. Normalnie lek przyswajany jest przez organizm ludzki w 2–5%. Reszta wydalana jest w postaci niezmienionej z kałem (95%). Przyjmowanie mebendazolu z tłuszczami albo alkoholem (lub łącznie) może odwrócić tę proporcję, co w związku ze szkodliwym działaniem leku może dać rozmaite działania niepożądane.

## Interakcje
Łączenie mebendazolu z cymetydyną może hamować jego metabolizm, zwiększając stężenie leku w osoczu, co może doprowadzić do osiągnięcia poziomów toksycznych. Zaleca się, oznaczać stężenie mebendazolu w osoczu, jeśli pacjent stosuje go przewlekle.
Nie należy łączyć mebendazolu z metronidazolem, gdyż istnieją badania sugerujące zwiększenie ryzyka rozwoju zespołu Stevensa-Johnsona lub martwicy toksyczno-rozpływowej naskórka. 